# Ralf Jones
Ralf Jones (ラルフ・ジョーンズ Rarufu Jōnzu?), conocido originalmente como Paul en Estados Unidos, es un personaje ficticio de las series de videojuegos Ikari Warriors y King of Fighters.Lo más icónico de este personaje es su ataque especial "galactica phantom"
Como Mario y Luigi, Ralph y su compañero Clark Still (se dice que también es su mejor amigo) comenzaron como personajes idénticos, pero diferente paleta de colores, en el videojuego Ikari Warriors. En The King of Fighters '94, Ralf y Clark eran muy similares en apariencia y repertorio del movimientos, pero en The King of Fighters '95, Clark cambio a una nueva actitud de postura y triunfo, mientras que Ralf conservó la imagen. En cada nueva versión de la serie King of Fighters, Clark ha tenido más y más cambios que lo han llevado a ser muy diferente a Ralf; mientras que Clark es un experto en lucha cuerpo a cuerpo, Ralf es más un personaje con ataques de alcance medio muy eficientes. Ambos personajes fueron reajustados en The King of Fighters '99.
En las primeras sesiones de prueba de The King of Fighters XII Ralf es un personaje seleccionable, y aparece con drásticos cambios físicos y de jugabilidad. Ralf en esta ocasión es un enorme y musculoso soldado, con un nuevo traje que incluye un cinturón de granadas. Ahora carece de técnicas como la "Ralf Kick", "Ralf Tackle", "Gattling Attack" y "Argentine Backbreaker", y se ha convertido en un personaje de combate cerrado, explotando granadas en sus puños para efectuar ataques devastadores; esto parece revelar que Ralf en realidad nunca tuvo el poder para crear fuego, sino que sus golpes como el "Vulcan punch" (que en este juego aún conserva) los efectúa dando golpes con granadas en los puños. Su nuevo estilo ha sido comparado con el de Kevin Rian de Garou: Mark of the wolves, aunque debido a su nuevo tamaño, Ralf cuenta con un alcance mayor, que compensa el cambio de sus técnicas.
El doblaje de la voz de Ralf Jones es realizado por Monster Maezuka desde su debut, quien también presta su voz a Kyoshiro Senryo, Caffeine Nicotine, Choi Bounge y Benimaru Nikaido.

## Historia
Ralf Jones es un miembro de Ikari Warriors, mercenario de élite para una agencia.
El primer encuentro de Ralf y Clark Steel con el comandante Heidern fue durante una operación secreta en la selva del Amazonas en Brasil. Su misión para alcanzar la aldea Ikari fue suspendida por un fallo del helicóptero que los arrojó sobre territorio enemigo. Los dos se vieron obligados a aventurarse solos en la selva. Ambos terminarían su misión, pero habían perdido contacto de radio con su escuadrón. Con todos los intentos de contactar por radio fracasados, y sus raciones escasas, estaban cerca de darse por vencidos. Afortunadamente para ellos, Heidern pudo encontrarlos durante un patrullaje del área. Impresionado con sus capacidades, cuando Heidern fue invitado al torneo The King of Fighters '94, se propuso formar un equipo, y Ralf y Clark eran los primeros en su lista.
En The King of Fighters '96 Ralf y Clark recibieron a un nuevo compañero de equipo: Leona Heidern que substituía a su padre adoptivo en el Ikari Warriors Team, los cuales fueron enviados para investigar al jefe del crimen en Southtown: Geese Howard que entró al torneo de ese mismo año (como parte de popular Boss Team), al año siguiente Leona (y Iori Yagami) entró en el disturbio de la sangre (un proceso provocado por el cual un miembro del linaje Orochi sufre de locura frenética), Leona se deprimió mucho, intentó suicidarse, Ralf la detuvo a tiempo, y le dio su preciado pañuelo para atar de nuevo su cabello.
Después de The King of Fighters '97, Ralf y sus compañeros se centraron más en otras operaciones. Sin embargo, el comandante Heidern pronto los asignó para investigar la fuerza detrás del torneo. También un nuevo recluta se unió al equipo, simplemente nombrado Whip.
Los Ikari Warriors comenzaron una investigación profunda en el cártel NESTS una vez que descubrieran su implicación en el último torneo King of Fighters. Una vez que Ralf y sus compañeros de equipo llegaron a Southtown, intentaron entrar en contacto con Heidern, pero no lo lograron. Detectando algo mal, Ralf va al punto señalado de la reunión, dado por Lin. Una vez que allí, en una fábrica abandonada en la zona industrial, Ralf encuentra a su comandante herido gravemente, pero vivo. Heidern informa a sus soldados que Lin era solo una copia, y que él era realmente Clone Zero, un agente de alto rango de NEST. El equipo intenta detener a Zero, pero este escapa, pues el cañón Zero se ha encendido y dirigido hacia Southtown. El cañón Zero impacta Southtown, dejando la ciudad entera en ruinas.
De regreso en los cuarteles de los Ikari Warriors, Clark, Ralf, Heidern, y Leona hallaron un vídeo que dejó Whip. En él, se despide de todos sus camaradas, aparentemente para reunirse con su hermano K'.
La operación para desmantelar NEST comienza tan pronto el torneo termina. El equipo rodea y ataca varios edificios donde se cree que opera NEST, pero se encuentran que la mayoría de las instalaciones están abandonadas. Clark asiste a una reunión convocada por su comandante Heidern, quien les informa a cada uno que Whip ha investigado que NEST jugará finalmente su “última carta” en el siguiente torneo King of Fighters como los nuevos anfitriones, terminando con en la derrota de Zero y su superior, Igniz.
En The King of Fighters 2003 el linaje de Orochi en Leona la hizo entrar en locura e hirió gravemente a Ralf y a Clark. 
En The King of Fighters XI Leona se encuentra ausente (por razones desconocidas, aunque quizás tenga qué ver con sus alteraciones de sangre), y Ralf forma equipo con Clark y Whip. Después de capturar al heraldo Magaki (cuyo cadáver más tarde desaparece del sitio donde lo tenían), se encuentran en la reunión en un portaaviones cuando una explosión destruye una de las naves y un par de misteriosos niños atacan a Heidern, robándole el parche de su ojo. Ralf y Clark parecen estar a punto de entrar en acción.